# Drugi rząd Aleksandra Meksiego
Drugi rząd Aleksandra Meksiego – rząd Albanii od 11 lipca 1996 do 12 marca 1997.

## Skład rządu
| #  | Funkcja                                                                                | Portret | Imię i nazwisko           | Kadencja      | Kadencja      | Partia polityczna | Partia polityczna                  |
| #  | Funkcja                                                                                | Portret | Imię i nazwisko           | Od            | Do            | Partia polityczna | Partia polityczna                  |
| -- | -------------------------------------------------------------------------------------- | ------- | ------------------------- | ------------- | ------------- | ----------------- | ---------------------------------- |
| 1  | Premier                                                                                |         | Aleksandër Meksi (1939–)  | 11 lipca 1996 | 10 marca 1997 |                   | Demokratyczna Partia Albanii       |
| 2  | Wicepremier                                                                            |         | Tritan Shehu (1949–)      | 11 lipca 1996 | 12 marca 1997 |                   | Demokratyczna Partia Albanii       |
| 3  | Minister spraw wewnętrznych                                                            |         | Halit Shamata (1954–)     | 11 lipca 1996 | 12 marca 1997 |                   | Demokratyczna Partia Albanii       |
| 4  | Minister obrony                                                                        |         | Safet Zhulali (1944–2002) | 11 lipca 1996 | 12 marca 1997 |                   | Demokratyczna Partia Albanii       |
| 5  | Minister spraw zagranicznych                                                           |         | Tritan Shehu (1949–)      | 11 lipca 1996 | 12 marca 1997 |                   | Demokratyczna Partia Albanii       |
| 6  | Minister sprawiedliwości                                                               |         | Kristofor Peçi (1946–)    | 11 lipca 1996 | 12 marca 1997 |                   | Demokratyczna Partia Albanii       |
| 7  | Minister finansów                                                                      |         | Ridvan Bode (1959–)       | 11 lipca 1996 | 12 marca 1997 |                   | Demokratyczna Partia Albanii       |
| 8  | Minister prywatyzacji                                                                  |         | Dylber Vrioni (1946–)     | 11 lipca 1996 | 12 marca 1997 |                   | Demokratyczna Partia Albanii       |
| 9  | Minister pracy i spraw społecznych                                                     |         | Arlinda Keçi              | 11 lipca 1996 | 12 marca 1997 |                   | Demokratyczna Partia Albanii       |
| 10 | Minister rolnictwa i żywności                                                          |         | Bamir Topi (1957–)        | 11 lipca 1996 | 12 marca 1997 |                   | Demokratyczna Partia Albanii       |
| 11 | Minister robót publicznych, regulacji terytorialnej i turystyki                        |         | Albert Brojka             | 11 lipca 1996 | 12 marca 1997 |                   | Demokratyczna Partia Albanii       |
| 12 | Minister szkolnictwa wyższego i badań naukowych                                        |         | Besnik Gjongecaj          | 11 lipca 1996 | 12 marca 1997 |                   | Demokratyczna Partia Albanii       |
| 13 | Minister przemysłu, transportu i handlu                                                |         | Suzana Panariti           | 11 lipca 1996 | 12 marca 1997 |                   | Demokratyczna Partia Albanii       |
| 14 | Minister edukacji i sportu                                                             |         | Edmond Lulja              | 11 lipca 1996 | 12 marca 1997 |                   | Demokratyczna Partia Albanii       |
| 15 | Minister przemysłu, zasobów górniczych i energii                                       |         | Abdyl Xhaja (1943–)       | 11 lipca 1996 | 12 marca 1997 |                   | Demokratyczna Partia Albanii       |
| 16 | Minister zdrowia i środowiska naturalnego                                              |         | Maxim Zisa Cikuli         | 11 lipca 1996 | 12 marca 1997 |                   | Demokratyczna Partia Albanii       |
| 17 | Minister kultury, młodzieży i kobiet                                                   |         | Teodor Laço (1936–)       | 11 lipca 1996 | 12 marca 1997 |                   | Socjaldemokratyczna Partia Albanii |
| 18 | Minister bez teki                                                                      |         | Hasan Halili              | 11 lipca 1996 | 12 marca 1997 |                   | Demokratyczna Partia Albanii       |
| 19 | Sekretarz generalny                                                                    |         | Arian Madhi (1953–)       | 11 lipca 1996 | 12 marca 1997 |                   | Republikańska Partia Albanii       |
| 20 | Sekretarz stanu ds. gospodarczych w ministerstwie spraw zagranicznych                  |         | Selim Belortaja           | 11 lipca 1996 | 12 marca 1997 |                   | Demokratyczna Partia Albanii       |
| 21 | Sekretarz stanu w ministerstwie robót publicznych, regulacji terytorialnej i turystyki |         | Robert Çeku (1955–)       | 11 lipca 1996 | 12 marca 1997 |                   | Demokratyczna Partia Albanii       |
| 22 | Sekretarz stanu ds. samorządu lokalnego w ministerstwie spraw wewnętrznych             |         | Njazi Kosovrasti (1944–)  | 11 lipca 1996 | 12 marca 1997 |                   | Demokratyczna Partia Albanii       |
| 23 | Sekretarz stanu w ministerstwie obrony                                                 |         | Leonard Demi              | 11 lipca 1996 | 12 marca 1997 |                   | Demokratyczna Partia Albanii       |
| 24 | Sekretarz stanu ds. transportu w ministerstwie przemysłu, transportu i handlu          |         | Arben Babameto (1947–)    | 11 lipca 1996 | 12 marca 1997 |                   | Republikańska Partia Albanii       |
| 25 | Sekretarz stanu w ministerstwie przemysłu, zasobów górniczych i energii                |         | Sokol Bejleri             | 11 lipca 1996 | 12 marca 1997 |                   | Demokratyczna Partia Albanii       |
| 26 | Sekretarz stanu w ministerstwie edukacji i sportu                                      |         | Marjeta Pronjari (1951–)  | 11 lipca 1996 | 12 marca 1997 |                   | Demokratyczna Partia Albanii       |
| 27 | sekretarz stanu ds. młodzieży i kobiet w ministerstwie kultury, młodzieży i kobiet     |         | Roza Pati                 | 11 lipca 1996 | 12 marca 1997 |                   | Demokratyczna Partia Albanii       |